# E-logistyka
e-logistyka − dział logistyki polegający na wykorzystaniu Internetu oraz systemów informatycznych do koordynowania i integrowania działań prowadzących do dostarczenia produktów od wytwórców do detalistów lub konsumentów.
Metoda wykorzystuje oferowaną przez sieć możliwość oddzielenia produktu od informacji. Pomiędzy uczestnikami łańcucha dostaw krążą jedynie informacje dotyczące produktu: gdzie, ile, na kiedy jest potrzebny. Natomiast sam produkt nie powtarza tej drogi np. omija magazyny i trafia od razu do klientów. Oddział staje się już jedynie biurem handlowym, a nie miejscem magazynowania czy przeładunku. Od momentu opuszczenia miejsca produkcji aż do miejsca przeznaczenia towar jest ciągle w ruchu: nie jest magazynowany, nie przechodzi przez ręce wielu hurtowników czy dystrybutorów. Dzięki temu produkt dociera szybciej do klienta.
Informacje o tym, gdzie się aktualnie znajduje, jest ciągle dostępna w internecie. Dostawcami usług e-logistycznych mogą być zarówno tradycyjne firmy logistyczne, jak i rynki elektroniczne. Firmy dostawcze przejmują cały fizyczny proces dostawy, zlecając część zadań podwykonawcom w swojej sieci, zaś e-rynki umożliwiają sprzedaż i zakup usług logistycznych, spedycyjnych, transportowych przez internet.